# Enytus crataegellae
Enytus crataegellae är en stekelart som först beskrevs av Thomson 1887.  Enytus crataegellae ingår i släktet Enytus och familjen brokparasitsteklar. Inga underarter finns listade i Catalogue of Life.